# Sampo (namn)
Sampo är ett finskt mansnamn med namnsdag 3 april i den finska almanackan.
Följande antal personer hade förnamnet Sampo i januari 2017:
- Danmark 2 eller färre personer[2]
- Finland 3605 män 0 kvinnor[3]
- Norge 0 personer[4]
- Sverige 27 män 0 kvinnor[5]

Följande antal personer hade efternamnet Sampo i januari 2017:
- Danmark 0 personer[2]
- Finland 0 personer[3]
- Norge 4 personer[4]
- Sverige 0 personer[5]